# Правососновка
Правососновка — деревня в Болотнинском районе Новосибирской области России. Входит в состав Корниловского сельсовета.

## География
Площадь деревни — 40 гектар

## История
Основана в 1906 г. В 1926 году посёлок Право-Сосновский состоял из 65 хозяйств, основное население — русские. В составе Березовского сельсовета Болотнинского района Томского округа Сибирского края.

## Население
| 2002 | 2007 | 2010 |
| ---- | ---- | ---- |
| 118  | ↗122 | ↘90  |

## Инфраструктура
В деревне по данным на 2007 год функционирует 1 образовательное учреждение.